# Stazione di Noicattaro
Stazione di Noicattaro vasútállomás Olaszországban, Noicattaro településen.

## Vasútvonalak
Az állomást az alábbi vasútvonalak érintik:
- Bari–Martina Franca–Taranto-vasútvonal

## Kapcsolódó állomások
A vasútállomáshoz az alábbi állomások vannak a legközelebb:
- Stazione di Capurso (Stazione di Bari Centrale, Bari–Martina Franca–Taranto-vasútvonal)
- Stazione di Rutigliano (Stazione di Taranto, Bari–Martina Franca–Taranto-vasútvonal)